# Sound of Metal
Sound of Metal is een Belgisch-Amerikaanse dramafilm uit 2019 onder regie van Darius Marder. De hoofdrollen worden vertolkt door Riz Ahmed, Olivia Cooke en Paul Raci.

## Verhaal
Ruben is een drummer en gewezen drugsverslaafde. Samen met zijn vriendin Lou vormt hij de tweekoppige band Blackgammon. Wanneer hij op een dag doof wordt, verandert zijn leven voorgoed. Met de hulp van Joe, een Vietnamveteraan die tijdens de oorlog zijn gehoor verloor, leert hij met de situatie om te gaan.

## Rolverdeling
| Acteur          | Personage      |
| --------------- | -------------- |
| Riz Ahmed       | Ruben Stone    |
| Olivia Cooke    | Lou            |
| Paul Raci       | Joe            |
| Lauren Ridloff  | Diane          |
| Mathieu Amalric | Richard Berger |

## Productie
Omstreeks 2009 werkte filmmaker Derek Cianfrance aan Metalhead, een docufictie over de drummer van een tweekoppige metalband die aan gehoorverlies lijdt en worstelt met een leven in stilte. Hoewel het om een fictieverhaal ging, schakelde Cianfrance met Jucifer een bestaande metalband in om de hoofdrollen te vertolken. De productie werd nooit afgerond en werd uiteindelijk door scenarist Darius Marder, die met Cianfrance ook aan de dramafilm The Place Beyond the Pines (2012) samenwerkte, omgevormd tot een nieuw project, getiteld Sound of Metal.
In januari 2016 werden Matthias Schoenaerts en Dakota Johnson aangekondigd als hoofdrolspelers en raakte bekend dat Marder het project ook zelf zou regisseren. Nadien werd het opnieuw een poos stil rond het project. Schoenaerts en Johnson haakten uiteindelijk af en werden in juli 2018 vervangen door Riz Ahmed en Olivia Cooke. Ter voorbereiding op zijn rol volgde Ahmed gedurende zes maanden drumlessen en leerde hij gebarentaal.
Omdat de productie over een laag budget beschikte duurden de opnames slechts vier weken. Per scène werden er slechts twee takes opgenomen.

## Release en ontvangst
Sound of Metal ging op 6 september 2019 in première op het internationaal filmfestival van Toronto (TIFF). Een week later werden de Amerikaanse distributierechten opgepikt door Amazon Studios.
De film kreeg overwegend positieve recensies van de Engelstalige filmpers. Op Rotten Tomatoes heeft Sound of Metal een waarde van 97% en een gemiddelde score van 8,3/10, gebaseerd op 186 recensies. Op Metacritic heeft de film een gemiddelde score van 81/100, gebaseerd op 29 recensies.
Oorspronkelijk zou de film in augustus 2020 in de Amerikaanse bioscoop uitgebracht worden, maar de release werd vanwege de wereldwijd uitgebroken coronapandemie uitgesteld tot 20 november 2020. De release op streamingdienst Prime Video volgde op 4 december 2020.

## Prijzen en nominaties
| Jaar | Prijs                     | Categorie                  | Genomineerde(n)                                 | Uitslag     |
| ---- | ------------------------- | -------------------------- | ----------------------------------------------- | ----------- |
| 2021 | National Board of Review  | Top 10 films van het jaar  | Top 10 films van het jaar                       | Gewonnen    |
| 2021 | National Board of Review  | Beste acteur               | Riz Ahmed                                       | Gewonnen    |
| 2021 | National Board of Review  | Beste acteur in een bijrol | Paul Raci                                       | Gewonnen    |
| 2021 | Golden Globes             | Beste acteur (drama)       | Riz Ahmed                                       | Genomineerd |
| 2021 | Critics' Choice Awards    | Beste film                 | Beste film                                      | Genomineerd |
| 2021 | Critics' Choice Awards    | Beste acteur               | Riz Ahmed                                       | Genomineerd |
| 2021 | Critics' Choice Awards    | Beste acteur in een bijrol | Paul Raci                                       | Genomineerd |
| 2021 | Critics' Choice Awards    | Beste originele scenario   | Darius Marder, Abraham Marder                   | Genomineerd |
| 2021 | Critics' Choice Awards    | Beste montage              | Mikkel E.G. Nielsen                             | Gewonnen    |
| 2021 | BAFTA Awards              | Beste acteur               | Riz Ahmed                                       | Genomineerd |
| 2021 | BAFTA Awards              | Beste acteur in een bijrol | Paul Raci                                       | Genomineerd |
| 2021 | BAFTA Awards              | Beste montage              | Mikkel E.G. Nielsen                             | Gewonnen    |
| 2021 | BAFTA Awards              | Beste geluid               | Beste geluid                                    | Gewonnen    |
| 2021 | Independent Spirit Awards | Beste debuutfilm           | Beste debuutfilm                                | Gewonnen    |
| 2021 | Independent Spirit Awards | Beste acteur               | Riz Ahmed                                       | Gewonnen    |
| 2021 | Independent Spirit Awards | Beste acteur in een bijrol | Paul Raci                                       | Gewonnen    |
| 2021 | Academy Awards            | Beste film                 | Beste film                                      | Genomineerd |
| 2021 | Academy Awards            | Beste acteur               | Riz Ahmed                                       | Genomineerd |
| 2021 | Academy Awards            | Beste acteur in een bijrol | Paul Raci                                       | Genomineerd |
| 2021 | Academy Awards            | Beste originele scenario   | Darius Marder, Abraham Marder, Derek Cianfrance | Genomineerd |
| 2021 | Academy Awards            | Beste geluid               | Beste geluid                                    | Gewonnen    |
| 2021 | Academy Awards            | Beste montage              | Mikkel E.G. Nielsen                             | Gewonnen    |